# الاقتصاد السلوكي والسياسة العامة
الاقتصاد السلوكي والسياسة العامة هو مجال يهتم بدراسة كيفية توظيف مفاهيم ومبادئ الاقتصاد السلوكي في تحسين صياغة السياسات العامة وتنفيذها وتقييمها.
يستند هذا المجال إلى رؤى مستمدة من سلوك الأفراد في الواقع العملي، ويهدف إلى جعل السياسات أكثر فعالية، وكفاءة، وإنسانية من خلال مراعاة أنماط اتخاذ القرار والسلوك البشري الفعلي، بدلاً من الافتراضات التقليدية حول العقلانية التامة.

## نظرة عامة
يُعد الاقتصاد السلوكي مجالًا فرعيًا حديث النشأة نسبيًا ضمن علم الاقتصاد، ولا تزال آثاره على السياسة العامة قيد الاستكشاف المنهجي. وقد جمع خبراء الاقتصاد السلوكي مجموعة واسعة من الأدلة تشير، بخلاف الافتراضات التقليدية في الاقتصاد الكلاسيكي، إلى أن الأفراد غالبًا ما لا يتصرفون بعقلانية تامة، وأنهم لا يسعون دائمًا وراء مصالحهم الذاتية بالكامل، كما أن لديهم تفضيلات غير متسقة بمرور الوقت.
أصبحت هذه الانحرافات عن النماذج الاقتصادية القياسية في السلوك البشري ذات أهمية متزايدة في تصميم السياسات الاقتصادية خلال السنوات الأخيرة. ففي كتابهم "السياسة والاختيار: المالية العامة من خلال عدسة الاقتصاد السلوكي"، يجادل الاقتصاديون ويليام جيه. كونغدون، وجيفري آر. كلينغ، وسيندهيل موليناثان بأن الاقتصاد السلوكي يقدم رؤى مهمة يمكن أن تُستخدم لتطوير السياسات العامة، إلى جانب الإطار التحليلي الذي توفره المالية العامة التقليدية. وتشمل هذه التطبيقات مجالات مثل السياسة الضريبية، وأنظمة التقاعد، والسياسات الصحية، وغيرها من أشكال التدخل الحكومي. 

## الرؤى السلوكية في السياسة العامة

### الضرائب
تقدِّم المالية العامة التقليدية إطارًا متقدمًا لتحليل كيفية تصميم الضرائب بشكل أمثل. ومن بين المبادئ الأساسية في هذا الإطار أن الضرائب الفعالة هي تلك التي تُقلِّل من تشوّه خيارات المستهلكين إلى أدنى حد ممكن، إذ يُعتبر التغيير في سلوك المستهلك الناتج عن فرض الضرائب بمثابة تكلفة على الرفاه الاجتماعي.
غير أن الاقتصاد السلوكي يُعقِّد هذا المنطق، حيث يشير إلى أن سلوك الأفراد قد لا يكون دائمًا عقلانيًا أو متسقًا، مما يعني أن آثار الضرائب لا تقتصر فقط على التشوهات الاقتصادية التقليدية، بل قد تتداخل أيضًا مع الانحرافات المعرفية والسلوكية التي تؤثر على القرارات الضريبية.

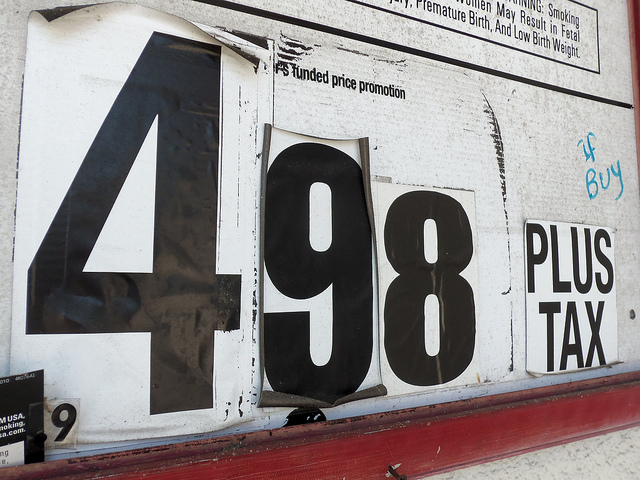
أهمية الضرائب

يشير المفهوم السلوكي المعروف بـ "أهمية الضريبة" (Tax Salience) إلى مدى وضوح السعر الإجمالي الذي يتضمن الضرائب، وكيف يمكن لطريقة عرض الضرائب أن تؤثر على سلوك المستهلك. ويُظهر هذا المفهوم أن الأفراد أكثر ميلًا لتعديل سلوكهم استجابةً للضرائب التي تكون ظاهرة وواضحة عند نقطة اتخاذ القرار.
فعلى سبيل المثال، تكون الضرائب المدرجة ضمن الأسعار المعلنة، التي يراها المستهلك أثناء التسوق، أكثر تأثيرًا على الطلب من الضرائب التي يتم احتسابها لاحقًا عند الدفع. في المقابل، قد يتجاهل المستهلكون ضرائب المبيعات غير الظاهرة ،مثل تلك التي لا تُدرج في السعر على الأرفف ولكن تُضاف في الفاتورة النهائية (كما هو شائع في الولايات المتحدة)، لأنها لا تكون ملحوظة لحظة اتخاذ القرار الشرائي.
في حين يُنظر إلى انخفاض أهمية الضريبة (low tax salience) كفرصة للحكومات لزيادة الإيرادات دون التسبب في تشوهات كبيرة في سلوك المستهلك، فإن تجاهل المستهلك لضريبة غير بارزة لا يعني بالضرورة أنه يتفاعل معها كما يفعل مع ضريبة بارزة.
فعندما يتخذ المستهلكون قراراتهم بناءً على السعر الظاهر (X$) ، بينما يدفعون فعليًا (X + Y $) ، فإنهم ينفقون أكثر مما كانوا يتوقعون، ما يؤدي إلى تقليص قدرتهم المستقبلية على الإنفاق بمقدار (Y $). إذا تعامل الأفراد مع هذه الخسارة باعتبارها تأثير دخل بحت—أي أنهم يدركون أن ميزانيتهم العامة تقلصت بمقدار Y$، فيمكن حينها اعتبار الضريبة غير البارزة بمثابة ضريبة مقطوعة، مما قد يجعل استخدامها أكثر جاذبية من الناحية السياسية والاقتصادية.
ومع ذلك، قد لا يعالج الأفراد هذا النقص في الإنفاق بالطريقة نفسها. فقد يخصصون الخسارة (Y$) فقط لبند معين من ميزانيتهم، مثل بند البقالة، مما يؤدي إلى تقليص الإنفاق في هذا المجال في المرات التالية. أو قد لا يعدلوا استهلاكهم على الإطلاق، مما ينتج عنه انخفاض في الادخار بدلًا من الاستهلاك.
في هذه الحالات، فإن ضعف الاستجابة السلوكية للضرائب غير البارزة قد يكون مضللًا؛ فرغم أن هذه الضرائب لا تسبب تشوهًا واضحًا في الطلب على السلع المفروضة عليها الضريبة، فإنها قد تؤدي إلى تشوهات اقتصادية في مجالات أخرى. لذلك، من الضروري أن تأخذ الحكومات في اعتبارها التأثيرات غير المباشرة لاستجابات المستهلك قبل اعتماد الضرائب غير البارزة كأداة أساسية في السياسة الضريبية.

### مدخرات التقاعد وأنظمة المعاشات التقاعدية
يمكن أن تساهم سياسات التأمين والادخار الخاصة بفترة الشيخوخة في ضمان مستويات كافية من الاستهلاك خلال التقاعد، وذلك من خلال مساعدة الأفراد على تكوين ثروة كافية أثناء سنوات العمل. ويقدّم النهج السلوكي رؤى جديدة حول كيفية تصميم هذه السياسات بشكل أكثر فعالية.
يُقرّ الاقتصاد السلوكي بأن الأفراد غالبًا ما يواجهون صعوبات في الادخار والتخطيط لفترة التقاعد؛ إذ يدخر الكثيرون مبالغ غير كافية أو يستثمرون في أصول غير ملائمة. فإذا كان انخفاض الادخار ناتجًا فقط عن تفضيل الاستهلاك الحالي على الادخار، فقد تكون الحوافز المالية مثل الإعفاءات الضريبية كافية لتحفيز الادخار. لكن، إذا كان هذا الانخفاض يعكس أخطاء في اتخاذ القرار أو نقصًا في ضبط النفس، فإن هذه الحوافز قد لا تكون فعالة أو كافية.
تُشير الأدبيات السلوكية إلى أن السياسات التي تهدف إلى تعزيز الادخار يمكن أن تكون أكثر نجاحًا إذا ركزت على تسهيل العملية نفسها. فعلى سبيل المثال، في سياق خطط التقاعد مثل خطط 401(k)، أظهرت البحوث أن الإعدادات الافتراضية (مثل التسجيل التلقائي مع إمكانية الانسحاب) تؤثر بشكل كبير على معدلات المشاركة ومستويات الادخار.
تشير الأدلة إلى أن السياسات التي تُشجّع الشركات على تسجيل الموظفين تلقائيًا في خطط الادخار التقاعدي تؤدي إلى زيادة في المشاركة والادخار، وهي نتائج يصعب تفسيرها في ظل النظريات الاقتصادية التقليدية حول الاختيار العقلاني والتفضيلات الثابتة. وبالمثل، فإن إجبار الأفراد على اتخاذ قرار نشط، أو تبسيط عملية التسجيل، يؤدي أيضًا إلى معدلات مشاركة أعلى. كما أن تسهيل إجراءات فتح حسابات تقاعد فردية والمساهمة فيها يمكن أن يُحقق نتائج مشابهة.
لمعالجة النقص في الادخار الناتج عن صعوبة ممارسة ضبط النفس، يمكن للسياسات العامة أن تهدف إلى مساعدة الأفراد على الالتزام بأهداف الادخار طويلة الأجل، وتقليل فرص التأجيل أو الانجراف نحو الإغراءات قصيرة الأجل. وفي هذا السياق، تُعدّ آليات مثل التسجيل التلقائي والتصعيد التلقائي (حيث تزداد نسبة الادخار تلقائيًا مع مرور الوقت أو زيادة الدخل) أدوات فعالة أظهرت نتائج ملموسة في تعزيز معدلات الادخار.
علاوة على ذلك، عندما يكون الأفراد عرضة لاستخدام مدخراتهم التقاعدية قبل بلوغ سن التقاعد، يمكن أن تساعد السياسات الرادعة، مثل فرض عقوبات مالية أو رسوم انسحاب مبكر ، ي تقليل هذا السلوك، وهي خصائص شائعة في العديد من خطط الادخار التقاعدية المفضلة ضريبياً.
كما يمكن أن تسعى السياسات إلى تعزيز قدرة الأفراد على اتخاذ قرارات مالية مستنيرة من خلال برامج التثقيف المالي وتحسين الوعي الاقتصادي. تسهم هذه الجهود في تمكين الأفراد من فهم الخيارات المالية المتاحة لهم، وتقييم تبعاتها بشكل أفضل، وبالتالي اتخاذ قرارات أكثر اتساقًا مع مصالحهم طويلة الأجل.

### التأمين الصحي
تركّز المالية العامة على تحليل الكفاءة في أسواق التأمين الصحي، لا سيما في ظل احتمالية فشل الأسواق غير المنظمة نتيجة لما يُعرف بـ عدم تماثل المعلومات، وهي الحالة التي يمتلك فيها بعض المشاركين في السوق معلومات أكثر من غيرهم حول عوامل ذات صلة بالتعاملات.[بحاجة لمصدر] وتُعدّ ظاهرة الاختيار المعاكس (Adverse Selection) مثالًا بارزًا، حيث يمتلك المستهلكون معلومات خاصة حول حالاتهم الصحية لا تتوفر لشركات التأمين، مما قد يؤدي إلى انسحاب الأفراد الأصحاء من السوق، ويؤدي في النهاية إلى ارتفاع التكاليف واحتمال انهيار السوق.
لمعالجة هذه المشكلة، يمكن لصنّاع السياسات أن يشجعوا أو يفرضوا تجميع المخاطر—من خلال تنظيم السوق أو دعم أسواق التأمين الخاصة، أو أن يتبنوا نموذج التأمين العام الشامل كبديل. ومع ذلك، تشير الأدبيات الحديثة المستندة إلى الاقتصاد السلوكي إلى أن الأفراد ليسوا دائمًا محسنين عقلانيين بالكامل، وقد يتخذون قرارات دون فهم دقيق للمخاطر أو بناءً على ثقة مفرطة أو تحيّزات معرفية أخرى.
بناءً على ذلك، قد لا تؤدي المعلومات الخاصة (مثل المعرفة بالحالة الصحية) بالضرورة إلى الاختيار المعاكس بالشكل الذي تتنبأ به النماذج التقليدية. وفي المقابل، فإن بعض الاتجاهات السلوكية التي قد تُخفف من آثار الاختيار المعاكس، قد تُنتج في الوقت نفسه تشوهات في السلوك تؤثر سلبًا على الرفاهية الاجتماعية. وعلى هذا النحو، فإن التأثير الصافي للعوامل السلوكية في أسواق التأمين الصحي لا يزال غير محسوم نظريًا، مما يعني أن فعالية السياسات العامة في توسيع التغطية التأمينية تعتمد على مدى قدرتها على مراعاة تفاعلات السلوك الفردي مع تصميم السوق.
نوع آخر من أشكال عدم تماثل المعلومات في أسواق التأمين الصحي هو الخطر الأخلاقي (Moral Hazard)، ويشير إلى الميل المحتمل للأفراد المؤمن عليهم إلى زيادة استهلاك الخدمات الطبية، مثل تكرار زيارات الطبيب أو الإفراط في استخدام الأدوية، لأنهم لا يتحملون التكلفة الكاملة للعلاج. إلا أن الأدبيات السلوكية تشير إلى أن هذا الافتراض لا ينطبق بالضرورة في جميع الحالات، حيث إن مشكلات ضعف ضبط النفس، أو التأجيل، أو التقاعس عن اتخاذ القرار قد تمنع بعض الأفراد من طلب الرعاية الطبية، حتى عندما يكون لديهم تأمين صحي شامل.
بالتالي، فإن تقييم تأثير الخطر الأخلاقي يجب أن يتم ضمن سياق أوسع يأخذ في الاعتبار المحددات النفسية والسلوكية لقرارات الأفراد، وليس فقط في ضوء النماذج الاقتصادية التقليدية التي تفترض سلوكًا عقلانيًا بالكامل. فعند تحليل آثار السياسات البديلة لتوسيع نطاق التأمين الصحي، ينبغي التعامل مع التكاليف المرتبطة بالخطر الأخلاقي بحذر، وعدم افتراض أنها تنبع دائمًا من استجابات سلوكية مفرطة، بل قد تكون أيضًا نتيجة تردد غير عقلاني أو قصور ذاتي في طلب الرعاية الصحية، ما قد يؤدي إلى نقص في الاستخدام (Underutilization) بدلاً من الإفراط فيه.
ينبغي أن تأخذ الاستجابة السياسية للاختيار المعاكس والمخاطر الأخلاقية في الاعتبار الطرق التي تؤثر بها الاتجاهات السلوكية على كيفية عمل هذه الظواهر. أحد النهج الممكنة يتمثل في تعزيز كفاءة عمل أسواق التأمين الصحي الخاصة، من خلال مزيج من الإعانات التي تقلل من تكلفة التأمين الصحي، والتنظيمات التي تشجع على التجميع وتحدّ من الاختيار، سواء في الأسواق الجماعية أو الفردية. ويتمثل خيار آخر في تقديم التغطية التأمينية مباشرة عبر برامج عامة، يمكن توجيهها إلى الفئات السكانية الأكثر عرضة للخطر، وتصميمها بشكل واضح لتجميع المخاطر وتجنب الاختيار المعاكس. وتلعب السمات النفسية للفئات المستهدفة دورًا مهمًا، ولكنه يختلف باختلاف بيئة السياسة المتبعة.

## مجالات إضافية
- فوائد البطالة: قد يكون السلوك أثناء فترة الاستفادة من إعانات البطالة، والذي يبدو مشابهًا للمخاطر الأخلاقية التقليدية، ناتجًا في الواقع عن اتجاهات سلوكية مثل ضعف ضبط النفس أو التفضيلات المعتمدة على المرجعية.[1]
- التعليم: يمكن تعزيز فعالية السياسات التعليمية من خلال استخدام حوافز أكثر مباشرة، قصيرة الأجل، وذات وضوح عالٍ لجعلها أكثر بروزًا وتأثيرًا في السلوك.[1]
- السياسة البيئية: الاستجابات للسياسات البيئية تكون أقوى عندما تركز على الحوافز قصيرة الأجل، الرسائل البارزة، والتعليمات الواضحة.[1]
- توفير السلع العامة: يمكن للسياسات أن تدعم الظروف التي تسهّل على الأفراد الإسهام الطوعي في تقديم السلع العامة، من خلال تعزيز الشعور بالمسؤولية الجماعية أو الانتماء.[1]
- الفقر وعدم المساواة: يجب أن تراعي السياسات السلوكية خطر السلوك الانتهازي (الخطر الأخلاقي) عند تصميم آليات المساعدة، مع ضرورة التمييز الدقيق بين الفئات المستحقة للدعم وتلك التي لا تحتاجه فعليًا. [1]

## الاتجاهات المستقبلية
يتمتع علم الاقتصاد السلوكي بإمكانيات كبيرة للمساهمة في تطوير السياسة العامة في المستقبل. فالعوامل النفسية تعيد تشكيل المفاهيم الأساسية في المالية العامة، ويمكن دمج هذه العوامل بشكل فعّال في تصميم السياسات من أجل تحسين نتائجها. 
ومع ذلك، لا يزال هناك الكثير مما يجب استكشافه من خلال البحث العلمي. فعلى سبيل المثال، يُعد فهم العواقب الصافية على الرفاهية الناتجة عن "أهمية الضرائب" مجالًا واعدًا للبحث المستقبلي. كما أن التأثير الكلي للاتجاهات السلوكية على أداء سوق التأمين الصحي لا يزال غير محسوم نظريًا، ويتطلب دراسة أعمق لفهمه وتحديد آثاره بدقة.